# حداربة

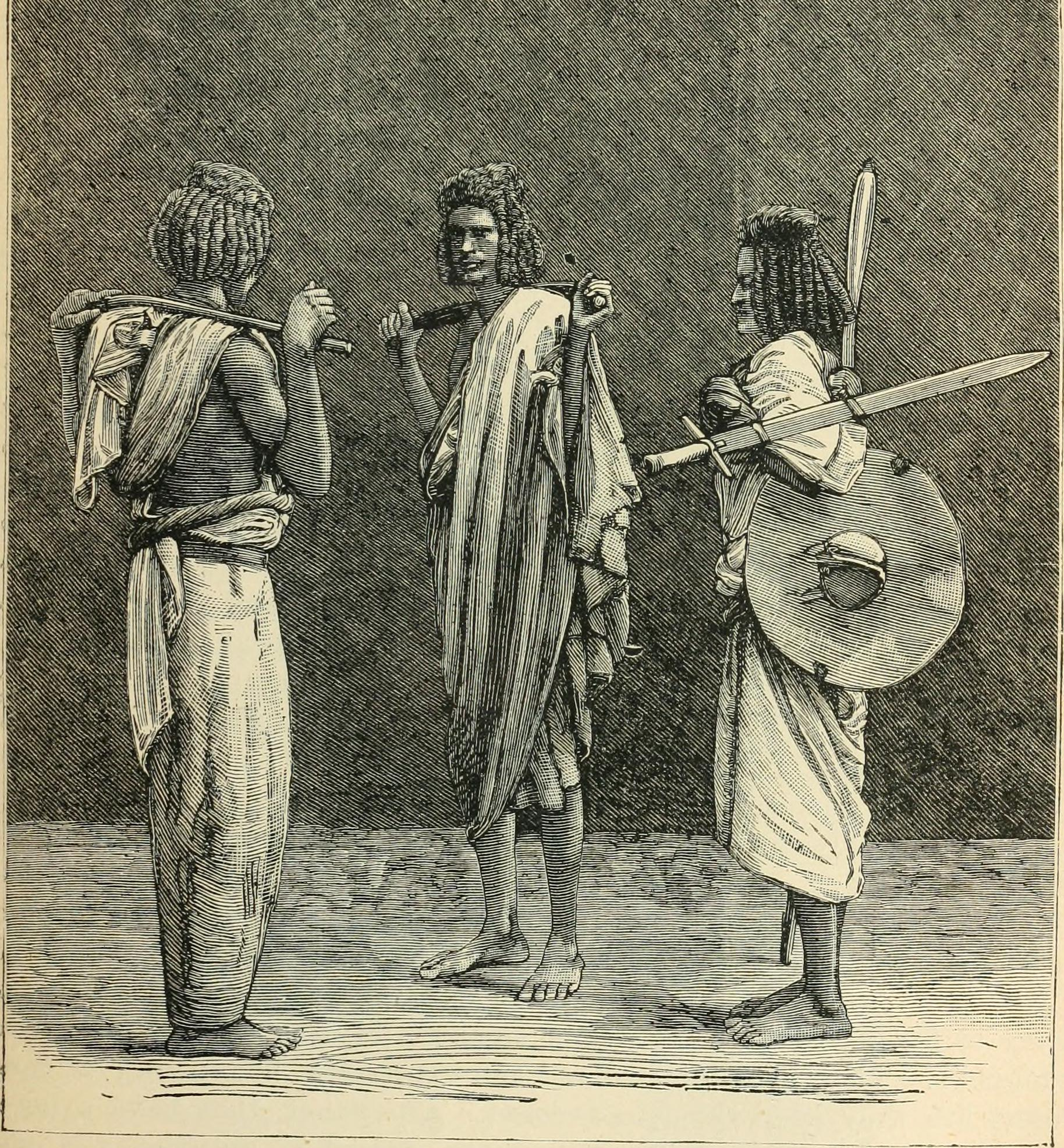

الحداربة بطن من العرب بسواكن من بلاد البجاة في السودان وأريتريا ومصر، ذكرهم المقر الشهابي ابن فضل الله في كتابه التعريف بالمصطلح الشريف،
ذكر أنه كان لهم شيخ يسمى الأمير سمرة بن مالك، وأنه ذو عدد جم وشوكة منكية يغزو الحبشة وأمم السودان ويأتي بالنهب وبالسبايا،
وله أثر محمود، وفعل مأثور، وذكر أنه وفد على دولة السلطان الناصر قلوون وأكرم مثواه وعقد له لواءً وشرف بالتشريف وقلد ذلك وكتب إلى ولاة الوجه القبلي عن آخرهم وسائر العربان بمساعدته ومعاضدته والركوب معه للغزو متى أراد، وكتب له تقليداً بأمرة عربان القبيلة مما يلي قوص ومنشور له بما يفتحه من البلاد إلى حيث تصل غايته.
ومن أشهر ملوك البجه الملك بشر بن مروان بن إسحق وأمه من ربيعة «بعض المؤرخين ينسبه إلى أمه الحدربية البلوية ويقول أنه ربيعي الأب» وبسط أمراء هذا البيت نفوذهم على ممالك البجه المترامية الأطراف من مصوع حتى جنوب أسوان وتولوا حكوماتها بتقليد من مصر وكان يلقب أمير البجه (الحدربي) نسبة إلى العنصر الممتاز وكان يكتب له في الأبواب السلطانية المصرية حتى أوائل القرن التاسع الهجري بالعنوان الآتي: المجلس السامي الأميري الحدربي وبقوا على هذه الحالة حتى آخر عهد المماليك، وكان تحت بشر بن مروان 3000 محارب من ربيعة ومضر واليمن و 30 ألف من الحداربة من مسلمي البجا ممن أسلموا نتيجة لتداخلهم مع ربيعة.
وبقيت مملكة البجه في العائلة الحدربية إلى عهد السلطان سليم عام 923 م حيث أمر بسلخها عن تركيا وولي عليها أمراء وأتبعها لمصر.
الجدير بالذكر أن بعض المؤرخين ذكروا قبيلة الحداربة واستبدلوا الباء بالياء والدال فكتبت خطأ الحدارية والحداردة؛ فصار من المعلوم أن الحدربي هي الكتابة الأصح. وإليها ينتسب عائلات عبد الجواد بصعيد مصر بأسيوط مركز ابنوب ونزلة عبد الله وحى الحمراء ويطلق عليهم مسعود عبد الجواد بعد أن نزحوا من ابنوب...ومنهم من رحل إلى الوجه البحري وانتشروا في عدة محافظات في الإسكندرية والقاهرة..ومنهم من استقر في صعيد مصر وريف مصر.....

## صاحب المعدن والحداربة
كما ذكر تقي الدين المقريزي أن ربيعة قد توطدت مكانتها في الصعيد الأعلى، وفي أرض المعدن بنوع خاص، وتحالفوا مع البجة «الحداربة» فقويت البجة بهم، كما قويت ربيعة بالبجة على من ناوأها من اليمن ومضر. وكان صاحب المعدن في زمن المسعودي المؤرخ 332 هـ أبا مروان بشر بن إسحاق. قال «وهو من ربيعة، يركب في ثلاثة آلاف من ربيعة وأحلافها من مضر واليمن وثلاثين ألف حراب على النجب من البجة بالحجف البجاوية، وهم الحداربة، وهم المسلمون من بين سائر البجة، وباقي البجة كفار يعبدون صنما لهم» ونفهم من هذا أن ربيعة كان لهم خصوم من مضر واليمن كما كان لهم حلفاء من هؤلاء وأولئك أيضا، وكان من حلفائهم - غير مضر واليمن - طائفة من الحداربة، وهم حضارمة أصلا، والحضارمة يلحقون بنسب حمير بن سبأ، ولا يبعد أن يكون الحداربة عناصر شتى من أعقاب سبأ، كان منها قبيلة بلي، نزحوا إلى بلاد البجة قبل مجيء ربيعة بزمن طويل، يربو على ثلاثة قرون، وأصبح لهؤلاء الحدارب مكانة خاصة لدى البجه لأنهم من عنصر عربي عظيم المحتد، وعندما صار لربيعة نفوذ في بلاد البجة، كان الحداربة قد توطنوها، وصاروا من أهلها، فعدوا طائفة من البجة 
يوجد بإرتريا والسودان أعداد كبيرة من الحداربة (البيت عوض) وتعتبر منطقة «بيت جوك» بإقليم عنسبا وغيره من أكثر المناطق كثافة بالنسبة للإنسان الحدربي بإرتريا وينقسم الحدارب الموجودون بمنطقة البيت جوك بمدينة كرن وضواحيها من المناطق وازنتت وحمل مالو ودقي إلى قسمين رئيسيين:
1. الحدارب الفايدية: نسبة لفايد ومن أهم بطون فايد بني زرؤم بإرتريا والسودان ومنهم الشيخ محمد علي زرؤم وكذلك داوود وتكروراي وغيرها.
2. الحدارب المالكية: نسبة لمالك ومن أكبر بطونهم مالك الصغير ومنهم الشيخ إبراهيم مالك قائد المجاهدين الإرتريين الأسبق وكذلك آل نصر الدين وشيخ الدين إبناء أدالة.
و للحدارب انتشار كبير بالسودان وإرتريا ويتركزواْ في مدينة كسلا وضاحية الوداي الشريف ومدينة القربة ومعسكراتها ومدينة القضارف، ومن أشهر أبناءهم بالسودان الدكتور عبد العزيز علي جامع-نائب رئيس لجنة إضراب أطباء السودان.

## سبب انتقال الحداربة إلى الريف المصري
كان أول من عقد مع ملك البجا الهدنة في أواخر القرن الأول الهجري هو عبد الله بن الحجاب السلولي، فقد عقد معهم معاهدة أمان وحسن جوار،
وكان نائب ملك البجه مقيما بالريف المصري رهينة،
وهذا النائب من الحـــــدارب (بيت المملكة) وهم شوكة القوم ووجهائهم المشهورون بالشهامة والشجاعة. ويخضع لسلطان الحداربة أشد بطون البجة في ذلك العصر وهم الزنافج؛ والذين كانوا كالعبيد لهم يتوارثونهم
وقبائل الحداربة هي قبائل حضرمية نزلت صعيد مصر بأعداد غفيرة وخاصة في اسيوط وسوهاج واسوان ووادي العلاقي حيث أرض المعادن وكان من كثرتهم تحمل لهم المؤن على ستين ألف راحلة.

## مملكة بلاد البجا
البجا بضم الباء الموحدة وفتح الجيم وألف في الآخر
وهم من أصفى السودان لونا.
ومدينة ملك البجة الحدربي يقال لها هجر، يأتيها الناس من المسلمين للتجارة؛ نسبة إلى مدينة هجر شمال اليمن موطن قبيلة بليّ بعد نزوح بعض البلوان إليها، ومنها عن طريق مضيق باب المندب إلى البجة، وحكموا البلاد تحت زعامتهم من عيذاب إلى دهلك، بعد أخذ الملك من أهل البجة الأصليين
قال ابن سعيد مواطنهم في جنوبي صعيد مصر مما يلي الشرق فيما بين بحر القلزم وبين نهر النيل على القرب من الديار المصرية
وقاعدتهم سواكن بفتح السين المهملة والواو وكسر الكاف ونون في الآخر
وقال في تقويم البلدان في الكلام على بحر القلزم وهي بليدة للسودان حيث الطول ثمان وخمسون درجة والعرض إحدى وعشرون درجة.
قال أبو العباس القلقشندي في كتابه صبح الأعشى في صناعة الإنشا وقد أخبرني من رآها أنها جزيرة على طرف بحر القلزم من جهته الغربية قريبة من البر يسكنها التجار
وصاحبها الآن من العرب المعروفين بالحداربة بالحاء والدال المهملتين المفتوحتين وألف ثم راء مهملة وباء موحدة مفتوحة وهاء في الآخر وله مكاتبة عن الأبواب السلطانية بالديار المصرية ويقال في تعريفه الحدربي بضم الحاء وسكون الدال وضم الراء.

## ميناء عيذاب
اشتهرت مدينة عيذاب الميناء البجاوي كميناء رئيسي لحجاج بيت الله الحرام من المصريين والسودانيين، وكانت زاهرة بالعمران والتجارة وكانت عيذاب مقر ملك البجه الحدربي في الإقليم الشمالي.
ولقد كان على عيذاب والي من مصر الملك الناصر يقتسم ثلث ريعها مع زعيم البجا (الحدربي) بفتح الحاء المهمل وإسكان الدال وراء مفتوحة وباء موحدة وياء. وقد تزايد نصيب زعيم البجا من نصف الدخل إلى معظمه ثم كان نصيب الحدربي، ممن كان عليه تأمين التجارة من شرور قومه، الثلثين لدى زيارة ابن بطوطة للمنطقة،
حيث رأى ابن بطوطة في رحلته إلى عيذاب سلطان البجا الأمير الحدربي وهو يحارب الأتراك حتى هرب الترك أمامه وخرق السفن، فتعذر سفر ابن بطوطة في البحر، فاضطر إكمال رحلته برا عن طريق سيناء.

## قبيلةالحدربيبالمملكة العربية السعودية
ورد عبد الجواد بن إبراهيم الحدربي المدينة المنورة في سنة 1145 هـ وكان فقير الحال، ثم تعاطى بيع الحبوب، ثم ترقى وأقبلت عليه الدنيا بحذافيرها.
وتزوج وولد له: محمد سعيد عام 1165 هـ ووهبه وصفية. فأما محمد سعيد فنشأ على طريقة والده من جلب الدنيا.
وتزوج بنت يوسف أبي حمدة.
وحط الخير على البركة.
وله من الأولاد محمد وإليه يرجع إليه كل منتسبي عائلة عبد الجواد بالمدينة المنورة على صاحبها أفضل الصلاة وأزكى التسليم.
لقبهم الحدردي في كتاب تحفة المحبين كتب بخط اليد في أول نسخة له، والحدربي في حوار محمد دفتردار مع محمد حمزة عبد الجواد.